# Stadtsparkasse Bad Pyrmont
Die Stadtsparkasse Bad Pyrmont ist eine öffentlich-rechtliche Sparkasse mit Sitz in Bad Pyrmont in Niedersachsen. Das Geschäftsgebiet umfasst die Stadt Bad Pyrmont, die auch Träger der Sparkasse ist.
Die Stadtsparkasse Bad Pyrmont wies im Geschäftsjahr 2023 eine Bilanzsumme von 437,46 Mio. Euro aus und verfügte über Kundeneinlagen von 291,01 Mio. Euro. Gemäß der Sparkassenrangliste 2023 liegt sie nach Bilanzsumme auf Rang 347. Sie unterhält 3 Filialen/Selbstbedienungsstandorte und beschäftigt 75 Mitarbeiter. Von den 75 Mitarbeitern sind 10 Auszubildende.

## Sparkassen-Finanzgruppe
Die Stadtsparkasse Bad Pyrmont ist Teil der Sparkassen-Finanzgruppe und gehört damit auch ihrem Haftungsverbund an. Er sichert den Bestand der Institute und sorgt dafür, dass sie auch im Fall der Insolvenz einzelner Sparkassen alle Verbindlichkeiten erfüllen können. Die Sparkasse vermittelt Bausparverträge der regionalen Landesbausparkasse, offene Investmentfonds der Deka und Versicherungen der VGH Versicherungen. Im Bereich des Leasing arbeitet die Stadtsparkasse Bad Pyrmont mit der  Deutschen Leasing zusammen. Die Funktion der Sparkassenzentralbank nimmt die Nord/LB wahr.

## Personen
- Albert Tepel (1835–1900), Direktor der Spar- und Leihkasse
- Wilhelm Sievers (1840–1917), Direktor der Sparkasse 1900 bis 1913